# Пириу-Негру
Пириу-Негру (рум. Pârâu Negru) — село у повіті Ботошані в Румунії. Входить до складу комуни Міхейлень.
Село розташоване на відстані 392 км на північ від Бухареста, 43 км на північний захід від Ботошань, 138 км на північний захід від Ясс.

## Населення
За даними перепису населення 2002 року у селі проживала 561 особа, з них 560 осіб (99,8%) румунів. Усі жителі села рідною мовою назвали румунську.